# Phaloe lorzae
Phaloe lorzae är en fjärilsart som beskrevs av Jean Baptiste Boisduval 1870. Phaloe lorzae ingår i släktet Phaloe och familjen björnspinnare. Inga underarter finns listade i Catalogue of Life.